# Michael-Fredrick Paul Sauka
Michael-Fredrick Paul Sauka, auch Michael Fred Sauka (* 1934; † 15. August 1990), war ein Dichter und Komponist aus Malawi. Er schrieb in Chichewa, der in Malawi am meisten verbreiteten Sprache.

## Leben und Wirken
Sauka textete und komponierte mit 29 Jahren Mulungu dalitsa Malaŵi, ein Lied im Stil afrikanischer Volkslieder, das 1964 zur Nationalhymne von Malawi wurde.
Michael Sauka arbeitete zum Zeitpunkt der Komposition der Hymne, die siegreich aus einem Wettbewerb hervorging, in der Revisionsabteilung der Regierung von Nyasaland, wie Malawi zur britischen Kolonialzeit hieß, und war nebenbei als Lehrer tätig.
Der Dichter und Komponist beschäftigte sich auch theoretisch mit der traditionellen Musik und Lyrik Afrikas. 1967 hielt er eine in Malawi viel beachtete Vorlesung A Talk on Tribal Music
Sauka, der im Jahre 1990 in ärmlichen Verhältnissen starb, hat für das Komponieren der Nationalhymne nie eine Kompensation vom Staat Malawi erhalten. Seine Familie bemühte sich viele Jahre erfolglos bei der Regierung um eine Abfindung.

## Wirkungsgeschichte
Michael Saukas Werk gehört in Malawi zu den bedeutenden Kulturgütern. Sein musikalisches und poetisches Werk ist in Europa kaum bekannt geworden. Der rumänisch-deutsche Musikwissenschaftler Alexander Šumski bemühte sich um die Kenntnisnahme Saukas auch außerhalb Malawis. Šumski gab Saukas vierstimmiges Chorwerk in G-Dur Mchona („Der Auswanderer“) heraus.